# Porella marukawai
Porella marukawai är en mossdjursart som beskrevs av Okada 1918. Porella marukawai ingår i släktet Porella och familjen Bryocryptellidae. Inga underarter finns listade i Catalogue of Life.